# Šegarka
Il Šegarka (in russo Шегарка?) è un fiume della Russia, nella Siberia occidentale, affluente di sinistra del Ob'. Scorre nei Kolyvanskij rajon dell'Oblast' di Novosibirsk e nei rajon Koževnikovskij, Šegarskij e Krivošeinskij dell'Oblast' di Tomsk. 

## Descrizione
Il Šegarka ha origine nel sud-est della pianura di Vasjugan, nella zona paludosa di Irkinskoe (болото Иксинское). La sua lunghezza è di 382 km. L'area del bacino è di 12 600 km². La portata media annua del fiume, all'altezza del villaggio di Babarykino (a 177 km dalla foce), è di 15,86 m³/s. Il fiume è alimentato dalle precipitazioni atmosferiche.
Il Šegarka è un fiume piatto e tortuoso, la sua pendenza è del 0,2 ‰. La larghezza del canale alla foce è di 70 m. La profondità del fiume varia da 0,7 a 1 m nella parte superiore e raggiunge i 2 m nella parte inferiore. È navigabile lungo i 214 km inferiori. Molti villaggi si susseguono lungo il suo corso.
Il suo principale affluente è il Baksa (Бакса), lungo 206 km.